# Giovanni VI di Werle
Giovanni VI di Werle (... – 1385/1395) è stato un principe di Meclemburgo e signore di Werle-Waren.

## Biografia
Giovanni era il figlio maggiore di Bernardo II di Werle. 
Alla morte del padre, nel 1382, egli eredito la signoria di Werle-Goldberg e quella di Werle-Waren che resse fino alla sua morte.
Giovanni era sposato con Agnese, figlia di Nicola IV di Werle. Ebbero quattro figli:
- Nicola V di Werle, signore di Werle-Waren;
- Cristoforo di Werle, signore di Werle-Waren;
- Agnese, monaca a Malchow:
- Mirislava.

La data della morte di Giovanni non è nota con certezza. In un documento del monastero di Malchow del 16 ottobre 1395 risulta morto, mentre in un altro documento del 5 marzo 1385 era ancora vivo.

## Ascendenza
|                                       |                                    |                                         | Genitori                                 |  |  | Nonni |  |  | Bisnonni                     |  |  | Trisnonni                  |  |
|                                       |                                    |                                         |                                          |  |  |       |  |  | Giovanni I, signore di Werle |  |  | Nicola I, signore di Werle |  |
|                                       |                                    |                                         |                                          |  |  |       |  |  | Giovanni I, signore di Werle |  |  | Nicola I, signore di Werle |  |
|                                       |                                    | Jutta di Anhalt                         |                                          |  |  |       |  |  | Giovanni I, signore di Werle |  |  |                            |  |
| Giovanni II, signore di Werle-Güstrow |                                    |                                         |                                          |  |  |       |  |  | Giovanni I, signore di Werle |  |  |                            |  |
|                                       |                                    | Sofia di Lindow-Ruppin                  | Guntero I, conte di Lindow-Ruppin        |  |  |       |  |  |                              |  |  |                            |  |
|                                       |                                    | Sofia di Lindow-Ruppin                  | Guntero I, conte di Lindow-Ruppin        |  |  |       |  |  |                              |  |  |                            |  |
|                                       |                                    | Sofia di Lindow-Ruppin                  | Eufemia di Rügen                         |  |  |       |  |  |                              |  |  |                            |  |
| Bernardo II, signore di Werle-Waren   |                                    | Sofia di Lindow-Ruppin                  |                                          |  |  |       |  |  |                              |  |  |                            |  |
|                                       |                                    | Enrico I, duca di Brunswick-Grubenhagen | Alberto I, duca di Brunswick-Grubenhagen |  |  |       |  |  |                              |  |  |                            |  |
|                                       |                                    | Enrico I, duca di Brunswick-Grubenhagen | Alberto I, duca di Brunswick-Grubenhagen |  |  |       |  |  |                              |  |  |                            |  |
|                                       |                                    | Enrico I, duca di Brunswick-Grubenhagen | Agnese I di Brunswick-Wolfenbüttel       |  |  |       |  |  |                              |  |  |                            |  |
| Matilde di Brunswick-Grubenhagen      |                                    | Enrico I, duca di Brunswick-Grubenhagen |                                          |  |  |       |  |  |                              |  |  |                            |  |
|                                       |                                    | Elisabetta di Brunswick-Göttingen       | Ottone I, duca di Brunswick-Göttingen    |  |  |       |  |  |                              |  |  |                            |  |
|                                       |                                    | Elisabetta di Brunswick-Göttingen       | Ottone I, duca di Brunswick-Göttingen    |  |  |       |  |  |                              |  |  |                            |  |
|                                       |                                    | Elisabetta di Brunswick-Göttingen       | Margherita di Berg                       |  |  |       |  |  |                              |  |  |                            |  |
| Giovanni VI, signore di Werle-Waren   |                                    | Elisabetta di Brunswick-Göttingen       |                                          |  |  |       |  |  |                              |  |  |                            |  |
|                                       | Gerardo II, conte di Holstein-Plön | Gerardo I, conte di Holstein-Itzehoe    |                                          |  |  |       |  |  |                              |  |  |                            |  |
|                                       | Gerardo II, conte di Holstein-Plön | Gerardo I, conte di Holstein-Itzehoe    |                                          |  |  |       |  |  |                              |  |  |                            |  |
|                                       | Gerardo II, conte di Holstein-Plön | Elisabetta di Meclemburgo               |                                          |  |  |       |  |  |                              |  |  |                            |  |
| Giovanni III, conte di Holstein-Plön  | Gerardo II, conte di Holstein-Plön |                                         |                                          |  |  |       |  |  |                              |  |  |                            |  |
|                                       |                                    | Ingeborg di Svezia                      | Valdemaro, re di Svezia                  |  |  |       |  |  |                              |  |  |                            |  |
|                                       |                                    | Ingeborg di Svezia                      | Valdemaro, re di Svezia                  |  |  |       |  |  |                              |  |  |                            |  |
|                                       |                                    | Ingeborg di Svezia                      | Sofia di Danimarca                       |  |  |       |  |  |                              |  |  |                            |  |
| Elisabetta di Holstein-Plön           |                                    | Ingeborg di Svezia                      |                                          |  |  |       |  |  |                              |  |  |                            |  |
|                                       |                                    | Giovanni I, margravio di Brandeburgo    | Alberto II, margravio di Brandeburgo     |  |  |       |  |  |                              |  |  |                            |  |
|                                       |                                    | Giovanni I, margravio di Brandeburgo    | Alberto II, margravio di Brandeburgo     |  |  |       |  |  |                              |  |  |                            |  |
|                                       |                                    | Giovanni I, margravio di Brandeburgo    | Matilde di Lusazia                       |  |  |       |  |  |                              |  |  |                            |  |
| Agnese di Brandeburgo                 |                                    | Giovanni I, margravio di Brandeburgo    |                                          |  |  |       |  |  |                              |  |  |                            |  |
|                                       |                                    | Jutta di Sassonia                       | Alberto I, duca di Sassonia              |  |  |       |  |  |                              |  |  |                            |  |
|                                       |                                    | Jutta di Sassonia                       | Alberto I, duca di Sassonia              |  |  |       |  |  |                              |  |  |                            |  |
|                                       |                                    | Jutta di Sassonia                       | Agnese di Turingia                       |  |  |       |  |  |                              |  |  |                            |  |
|                                       |                                    | Jutta di Sassonia                       |                                          |  |  |       |  |  |                              |  |  |                            |  |